# بريان كيركوود
بريان كيركوود (بالإنجليزية: Bryan Kirkwood)‏ هو منتج تلفزيوني بريطاني، ولد في 1976 في بلزهيل ‏ في المملكة المتحدة.

## وصلات خارجية
- بريان كيركوود على موقع IMDb (الإنجليزية)
- بريان كيركوود على موقع قاعدة بيانات الفيلم (الإنجليزية)